# Sieciechowice (powiat Krakowski)
Sieciechowice is een dorp in de Poolse woiwodschap Klein-Polen. De plaats maakt deel uit van de gemeente Iwanowice.